# Perokresba

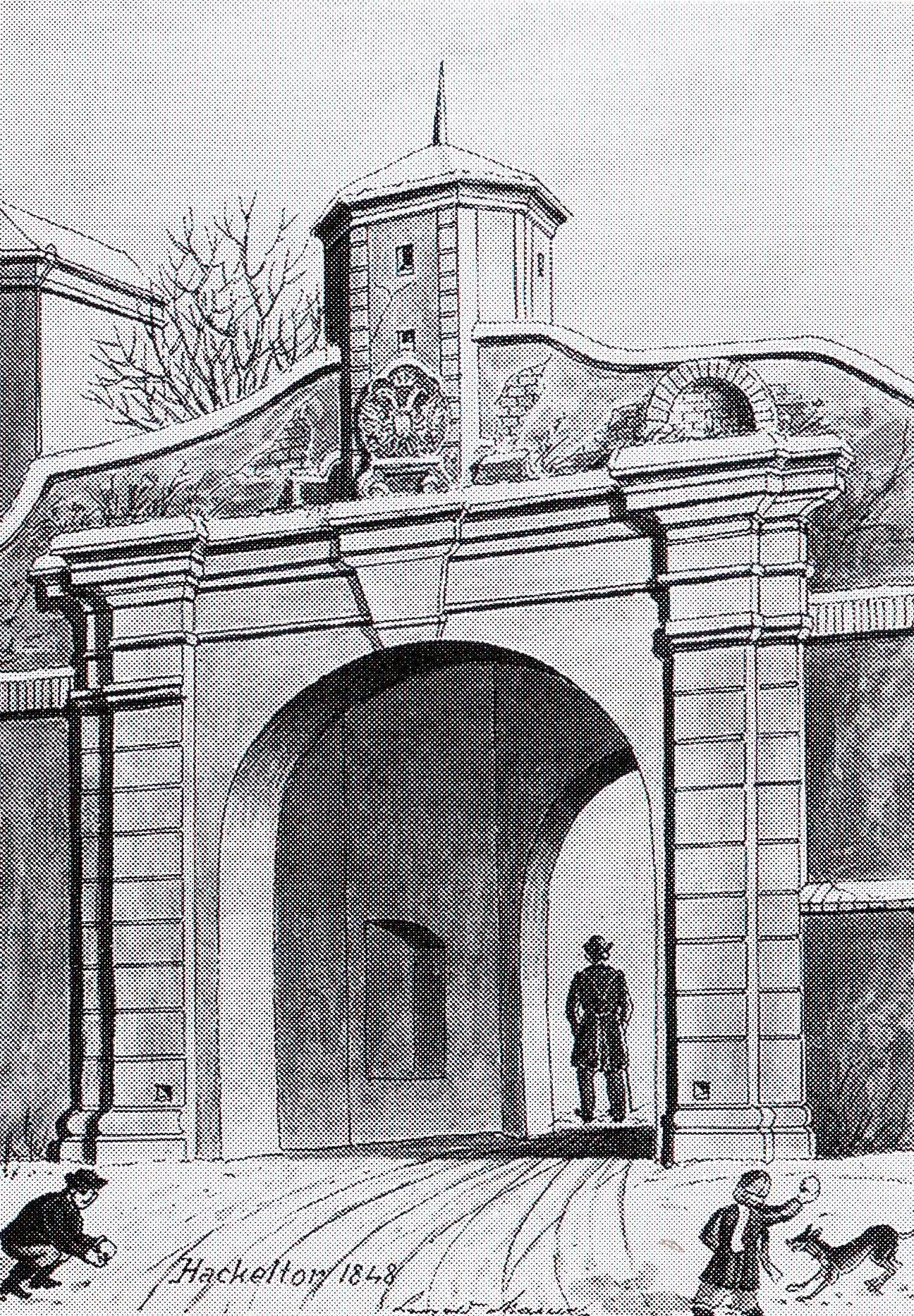
Perokresba Hackelovy brány (součást brněnských hradeb)

Perokresba je poměrně častá kreslířská technika. Pro kreslení touto technikou je nejvhodnější a nejčastěji používané kótovací nebo jiné popisovací pero. Hustšími čarami a postupným zesilováním čar a opačně je možno dosáhnout jemných přechodů potřebných při kreslení například rotačních těles nebo těles stojících na hraně mezi světlem a stínem. Pro nakreslení výraznějších čar je třeba použít trubičková nebo redisová pera.

## Historie
Dříve se na kreslení používalo rákosové pero, zašpičatělá ptačí pera nebo zaostřené dřevěné paličky, později inkoustová pera s ocelovým hrotem a štětce. Pro vybarvení plochy se používá tuš nebo inkoust. Před využitím fotografie bylo kreslení perem hlavním způsobem jak zaznamenat obraz. Dnes se používá pouze jako umělecká technika. V poslední době se díky elektronizaci rozvíjí i kreslení pomocí tabletu, kde je digitální nastavitelný tvar hrotu pera, a kreslicí pero reaguje na tlak změnou tloušťky kreslené čáry (nebo změnou barvy, tvaru, rozložení bodů atd.) což otevírá nové možnosti v tomto uměleckém směru.
Kdysi bylo kreslení považováno za povinné vzdělání člověka, které bylo vyučované na školách (pozůstatkem je dnešní výtvarná výchova). Kreslily se portréty, díky tomu zůstala zachycena města a budovy v minulé podobě. Později kresbu nahradila fotografie a kreslení se začalo považovat za něco mimořádného, na co je třeba mít talent.